# Gilmore Girls-familiepersoner
Denne side omhandler en række fiktive Gilmore Girls-familiepersoner, som ikke har været med i ret mange afsnit, men alligevel er vigtige for tv-serien Gilmore Girls.

## Liz Danes
Liz Danes (16 episoder, 2004-2007) er søster til Luke, gift med T.J. og mor til Jess Mariano. Hun er efter at være kommet ud af en lang periode som alkoholiker og med dårlige forhold blevet smykkedesigner og fået stor succes blandt andet på middelaldermarkeder.

## April Nardini
April Nardini (13 episoder, 2005-2007) er Luke Danes' datter. Hun er vokset op hos sin mor og kom kun til at kende sin far gennem et skoleprojekt i naturvidenskab, hvor hun DNA-testede tre mænd, der muligvis kunne være hendes far. Resultatet viste, at det var Luke. Efter dette begyndte hun at bruge tid med ham, hvilket påvirkede hans forhold til Lorelai Gilmore.

## T.J.
T.J. (13 episoder, 2004-2007) er Liz Danes' mand. T.J. vil gerne være bygningskonstruktør og er altid i godt humør. Desværre rækker hans evner ikke altid lige så langt som hans ambitioner.

## Mitchum Huntzberger
Mitchum Huntzberger (9 episoder, 2005-2007) er far til Logan. Han ejer flere aviser, herunder den avis, hvor Rory Gilmore kommer i praktik. Han fortæller hende i denne forbindelse, at han ikke mener hun har, hvad der skal til for at blive journalist. Han har store ambitioner på sin søns vegne og sender ham derfor blandt andet på praktikophold i London.

## Lorelai 'Trix' Gilmore
Lorelai 'Trix' Gilmore (6 episoder, 2001-2005) er mor til Richard, farmor til Lorelai og oldemor til Rory. 

## G.G.
Georgia "G.G." Hayden (5 episoder, 2006-2007) er datter af Christopher og dermed halvsøster til Rory Gilmore. G.G.s komme var grunden til at Christopher gik fra Lorelai ved Sookie St. James' bryllup, hvor de to ellers lige var blevet enige om, at det skulle være dem.